# 伊藤緋紗子
伊藤 緋紗子（いとう ひさこ、1949年1月2日 - ）は、日本のエッセイスト、翻訳家。

## 経歴
1949年（昭和24年）1月2日、神奈川県横浜市に生まれる。横浜雙葉小学校・横浜雙葉中学校・高等学校・上智大学外国語学部卒業、同大学院仏文科修士課程修了。上智大学在学中にフランス政府給費留学生としてフランスへの留学歴がある。
フランスの生活やファッションなどを紹介し、翻訳も行っている。恋愛、生き方、美容、ファッションなどのライフスタイル関連の執筆活動や講演、雑誌等への登場で活動している。

## 著書
- 『お嬢サマ時代：あなたもお嬢サマになれる!』二見書房（サラ・ブックス）、1986[1]
- 『フランス流おしゃれの秘密筐』読売新聞社、1987[1]
- 『愛される人と愛されない人の恋の法則 Like an angel,like a devil』PHP研究所、1997
- 『パリが教えてくれること』光文社、1997、のち知恵の森文庫
- 『フランス流おしゃれの秘密筐』光文社、1998
- 『エレガンスの継承者たち 愛される名品の物語』光文社、1999
- 『「女らしさ」という名の幸せ』講談社、1999、のちに改題（『今より少し幸せになるフランスの知恵』幻冬舎文庫）
- 『絵でわかるフランス語基本単語1500』明日香出版社（Asuka business & language books. CD book）、2000
- 『夢みる人と夢みない人の結婚の法則』PHP研究所、2000、のちに改題（『永遠の愛を手に入れる幸福の法則』光文社、知恵の森文庫）
- 『アンティークジュエリーの喜び』幻冬舎、2001
- 『美しく生きるためのレッスン』大和書房、2002[2]、のち知恵の森文庫
- 『シンプルエレガンス』ベストセラーズ、2002
- 『エレガントな幸福論』筑摩書房、2003[2]
- 『エレガンスの継承者たち』フォーシーズンズプレス、2005
- 『ナチュラルエレガンス』輝いて生きるための法則 PHP研究所、2005
- 『ベアトリス夫人の美しい生きかた』光文社、2005
- 『Mamanが教えてくれたこと』ベストセラーズ、2006[2]
- 『40歳からの美のレッスン』筑摩書房、2007
- 『シンプルエレガンス』ベストセラーズ（Wani bunko）、2007[2]
- 『マダム・クロードに学ぶ大人の女のつくり方』河出書房新社、2007
- 『マドモアゼルのお約束 スタッフ男爵夫人のマナー術』ベストセラーズ、2008
- 『ローズビューティブック 薔薇で美しくなる』フォーシーズンズプレス、2008
- 『華の人 有田に生きた薔薇の貴婦人・敏子の物語』小学館、2010
- 『エレガント・デトックス いつまでも愛される心と体をつくる』伊藤博之監修、筑摩書房、2011

## 共著
- 『エレガンスの法則 緋紗子&マダム・ペロルのボン・シックな生活術』ユゲット・ペロル共著、ベストセラーズ、2000
- 『パリおしゃべり散歩』マリア・シュナイダー、ユゲット・ペロル共著、光文社、2003[2]

## 翻訳
- 『フランス上流階級BCBG フランス人の「おしゃれ・趣味・生き方」バイブル』ティエリ・マントゥ著、光文社、1990[2]、のちに改題（『フランス上流階級BCBG』文庫）
- 『ロスチャイルド家の上流マナーブック ナディーヌ夫人が教える幸せの秘訣』ナディーヌ・ロスチャイルド著、光文社、1993、のち文庫
- 『男を虜にする愛の法則 パリ高級娼婦館女主人の告白』クロード・グリュデ著、講談社、1996
- 『私たち、ブルジョワ フランス上流階級のスタイル事典』ヴァレリー・アノテル、マリー・ロール・ドゥ・レオタール著、世界文化社、1997、のち光文社文庫
- 『コケットな女』エレーヌ・ミルラン著、PHP研究所、1998、のち光文社知恵の森文庫
- 『イマージュ』ジャン・ド・ベール著、ベストセラーズ、1999
- 『美しい女になる』ペルラ・セルヴァン・シュレイベール著、光文社、1999[2]、のち知恵の森文庫
- 『赤い唇』ソニア・リキエル著、講談社、2000[2]
- 『マダム・クロード愛の法則 パリ高級娼婦館女主人の告白』クロード・グリュデ著、光文社、2001、のち知恵の森文庫
- 『ロスチャイルド夫人の上流生活術』ナディーヌ・ロスチャイルド著、PHP研究所、2001、のちに改題（『ロスチャイルド夫人の愛される女性の法則』光文社、知恵の森文庫）
- 『エイジレス・ウーマン 35歳からもっと美しく生きる知恵』クローディ・ルパージュ著、伊藤博之監修、PHP研究所、2003[2]
- 『幸せはいつも素顔』ドミニク・グロシュー著、河出書房新社、2004
- 『心の翼を休めて』ドミニク・グロシュー著、河出書房新社、2005
- 『親子で読む地球環境の本 持続可能な開発小さな一歩』カトリーヌ・ステルン著、講談社、2007